# عاطف البنا
الدكتور عاطف البنا (توفي 26 مارس 2013) فقيه دستوري وأستاذ القانون الدستوري بجامعة القاهرة

## مناصبه
- أستاذ للقانون الدستوري جامعة القاهرة
- عضواً بالهيئة العليا لحزب الوفد
- عضو بلجنة تعديل الدستور المصري في 2011.

## من أقواله
- «شرعية الإخوان المسلمين موجودة سياسياً وقانونياً، ومكتسبة من الشارع ومن تأييد الناس».
- «على الأمة والشعوب العربية الإستيقاظ وإتخاذ القرار وموقف تستطيع أن تفرضه على أنظمتها السياسية، فلو تركت شعوبنا أنظمتها تتصرف بأسلوبها المعتاد فلن تصل لشئ».
- «المادة 76 الخاصة بشروط الترشح لرئاسة الجمهورية بوضعها الحالي تمنع الترشيح عما يزيد عن 95% من المصريين وتقصره على مرشح الحزب الحاكم، ومصر تحتاج دستوراً كاملاً جديداً».
- «بناء المساجد والكنائس يجب أن يكون حسب اعتبارات المكان وعدد السكان ومدى حاجتهم بشكل بسيط في التعامل»

## وفاته
أصيب الأستاذ عاطف البنا بأزمة صحية في يناير/كانون الثاني 2013 أثناء أدائه عمرة المولد النبوي في المملكة العربية السعودية نُقل على إثرها إلى مستشفى بمدينة جدة، وأجرى عملية قلب مفتوح، ومكث بالمستشفى شهرين حتى تم نقله في 15 مارس 2013 إلى مستشفى الشروق بالمهندسين وتوفي في 26 مارس 2013 بعد رحلة مع المرض استمرت 3 أشهر عن عمر يناهز 81 سنة.